# Rubia magna
Rubia magna là một loài thực vật có hoa trong họ Thiến thảo. Loài này được P.G.Xiao miêu tả khoa học đầu tiên năm 1985.